# Missel de Matthias Corvin
Le Missel de Matthias Corvin est un manuscrit enluminé entre 1485 et 1487 pour le roi Matthias de Hongrie. Contenant le texte d'un missel à l'usage de Rome, il a été décoré par Attavante degli Attavanti à Florence, pour faire partie de la Bibliotheca Corviniana. Il est actuellement conservé à la Bibliothèque royale de Belgique sous la cote Ms.9008.

## Historique
Le manuscrit contient une inscription au folio 8 verso indiquant que les enluminures du manuscrit ont été exécutées par Attavante degli Attavanti à Florence en 1485. Une autre mention au folio 206 qu'il a été fait en 1487 à Florence. Deux médaillons représentant Matthias Ier de Hongrie et sa femme Béatrice d'Aragon sont placés sur le folio 411 verso. Deux autres sont placés au folio 9 verso. Ces feuillets n'appartiennent pas à la reliure originale et ont été ajoutés a posteriori. Mais d'autres folios contiennent à plusieurs reprises les armes de Matthias Corvin, ainsi que son symbole : un corbeau (Corvus en latin) tenant un anneau.
Le manuscrit reste sans doute dans les collections de ses successeurs jusqu'au roi Louis II de Hongrie. Après la mort de ce dernier, en 1526 à la Bataille de Mohács, sa veuve, Marie de Hongrie rentre aux Pays-Bas et emporte sans doute le manuscrit avec elle. À la mort de la princesse, son neveu Philippe II d'Espagne ordonne de verser sa bibliothèque à celle des ducs de Bourgogne conservée à Bruxelles. Il fait par ailleurs ajouter ses armes en lieu et place de celles de Matthias Corvin, ainsi que son initiale « P ». Ensuite, le manuscrit précieux sert au prestations de serment de plusieurs gouverneur des Pays-Bas  espagnols et autrichiens. Le serment est à chaque fois attesté par un bibliothécaire de la bibliothèque royale.
Pendant la Révolution française, le manuscrit est transféré à Paris à la Bibliothèque nationale, une marque de propriété étant ajoutée à cette occasion. Après le congrès de Vienne en 1815, il est rapatrié à la bibliothèque de Bourgogne à Bruxelles, devenue par la suite Bibliothèque royale de Belgique en 1837.

## Description

### Textes
Le manuscrit contient les textes suivant : 
- un calendrier (f1-6v)
- les prestations de serments de plusieurs gouverneurs des Pays-Bas espagnols et autrichiens (f.7-8r, deux feuillets ajoutés) : Albert et Isabelle d'Autriche en 1599, le Marquis de Bedmar en 1702, le Marquis de Prié en 1717, Charles-Alexandre de Lorraine en 1744, Albert de Saxe-Teschen et sa femme Marie-Christine d'Autriche en 1781.
- le propre du temps de l'Avent au 25e dimanche après la pentecôte (f.8v-285)
- le propre des saints (f.286-356)
- le commun des saints, les messes votives et bénédictions (f.357-430)

### Décorations

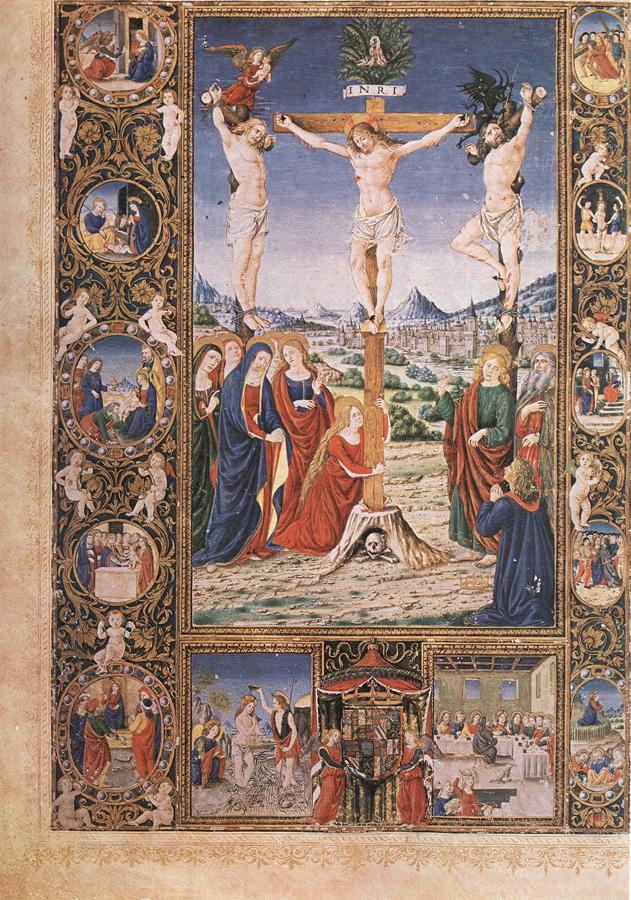
Miniature de la crucifixion, f.205v.

Le texte contient de nombreuses lettrines ornées ou historiées. Toutes les pages sont décorées de baguettes situées entre les colonnes de texte dans les bordures, encadrées d'or et composées d'acanthes, de putti et de fruits. À de nombreuses reprises, ces décorations sont complétées en haut et pied de page par des décorations similaires complétées par de petites scènes illustrant le texte. Enfin, il contient 6 miniatures en pleine page disposées par paires, face à face pour les quatre premières : 
- le f.8v représente un maître-autel contenant un retable encadrant l'incipit du texte du missel. Il est surmonté de Dieu le père et se trouvent représentés plusieurs personnages qui sont identifiés comme Matthias Corvin lui-même, son fil bâtard Jean Corvin et l'enlumineur Attavante degli Attavanti. Cette miniature est encadrée par une décoration de marge contenant des portraits de Matthias Corvin et son épouse en médaillon ainsi que les armes de Philippe II d'Espagne[6].
- le f.9r représente David en prière à qui apparait Yahvé. il est encadré de deux médaillons représentant l'Annonciation. En dessous, commence le texte du Psaume 25.
- le f.205v représente une scène de la crucifixion avec Matthias Corvin et son épouse au pied de la croix. Le tout est entouré de médaillons et d'un bas de page représentant des scènes de vies de Christ.
- le f.206 représente le jugement dernier, encadré de médaillons ainsi que deux tableaux en bas de page évoquant la vie et la mort du Christ et de la Vierge. Le texte commence au milieu de la page par la lettrine N décorée de la résurrection du Christ.
- le f.286 contient dans sa moitié haute la miniature représentant le Christ faisant appel à ses futurs apôtres Pierre et André.
- le f.357 contient la miniature de la communion des saints

Les décorations du manuscrit rappellent d'autres manuscrits exécutés par Attavante degli Attavanti et notamment le Bréviaire de Matthias Corvin, aujourd'hui conservé à la Bibliothèque apostolique vaticane et le Missel de Thomas James (BM de Lyon, Ms.5123).